# 古瑾圍

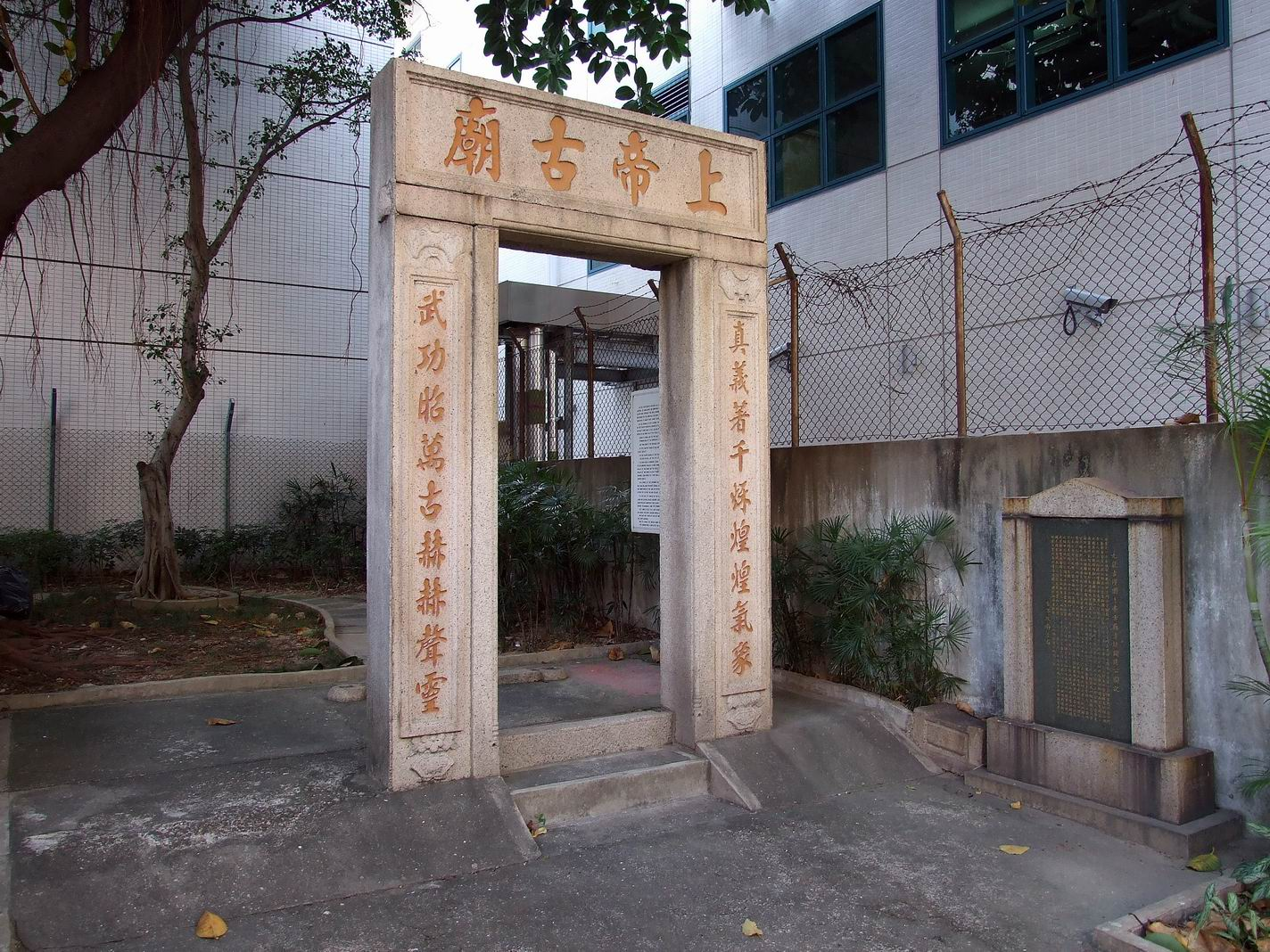
上帝古廟石門及前方「公園記」石碑

古瑾圍（Kwu Kan Wai）是位於香港九龍九龍城區馬頭圍一條已拆卸的圍村，大約在露明道和科發道之間。遺址現時建成聖德肋撒醫院新翼，僅存「上帝古廟石門遺址」於「露明道公園」內作為紀念。

## 歷史
南宋末年，赵昺南遷，由海路自福建入廣東，再由惠州甲子門經大嶼山梅蔚到官富場。陸秀夫擁立趙昺為帝，改元“祥兴”，再逃往崖山避難。部分宗室倉卒間不及隨行，匿居於馬頭角一帶，其後建立「古瑾村」，村落長達兩里，村內田野平曠，灌溉充足，有矮石牆環繞，時人稱為「古瑾圍」。
「古瑾村」至清朝仍存，由「官富司」管轄。至1920年代，隨著城市擴展，古瑾圍被夷為平地。著名學者簡又文於1960年代向政府倡議紀念「古瑾圍」，在村落遺址建立「露明道公園」，立「上帝古廟」中門石基、石刻門聯及門額，更特邀饒宗頤教授撰文紀念，刻文為碑以流傳後世，公園於1962年9月1日由市政局議員李有璇醫生主持揭幕啟用。

## 上帝古廟石門遺址
據說「上帝古廟」在元代原是一座小廟，內置男女神像，狀如帝王與皇后，此即「古瑾圍」趙氏之祖。及至清朝初年，小廟只剩下基址柱石，於乾隆年間，村民把廟基改建北帝廟，嘉慶王崇熙《新安縣志》卷十八勝蹟略載『丁丑年（1277年）四月，帝舟次於此，即其地營宮殿，基址柱石猶存。今土人將其址改建北帝廟。』。「北帝」又稱「北方真武玄天上帝」，因宋室南遷，宗室避談「北帝」以免元室起疑，故簡稱「上帝」。據近代學者記載，廟內原刻有「光緒二十二年（1896年）丙申仲冬吉旦重修古瑾圍信士某捐銀」字樣的石碑，可惜石碑如廟內其他設置一樣，已不復見。
石門門額題刻「上帝古廟」，兩側對聯為「真義著千秋，煌煌氣象；武功昭萬古，赫赫聲靈。」，聯首嵌有「真」、「武」顯示「北方真武玄天上帝」。石門背後附有門扣。石門前方置饒宗頤教授為公園撰「九龍古瑾圍上帝古廟遺址闢建公園記」石碑，詳述九龍的宋末史蹟。